# Jaroslav Čech
Jaroslav Čech (pův. jménem Jaroslav Jan Deutsch, 13. července 1890, Postoupky – 26. října 1956, Kroměříž) byl český pravoslavný duchovní, perzekvovaný nacistickým režimem. Na přelomu let 1953/1954 dočasný správce olomoucko-brněnské pravoslavné eparchie.

## Život
Narodil se do katolické učitelské rodiny v Postoupkách u Kroměříže. Příjmení této rodiny bylo původně Deutsch. Maturoval na kroměřížském státním gymnáziu a následně odešel do Prahy, kde na Karlo-Ferdinandově univerzitě vystudoval katolickou teologii. V Čechách následně zůstal a byl kardinálem Lvem Skrbenským vysvěcen na římskokatolického kněze. Poté působil v duchovní správě postupně v Davli a ve Velvarech. V roce 1919 se přihlásil k myšlenkám katolických reformistů, odešel z kněžské služby a nějaký čas působil jako učitel na Slovensku. V roce 1920 začal působit jako duchovní nově ustavené Československé církve v náboženské obci v Turnově. Nedlouho poté byl přeložen do Choliny u Litovle, kde se také oženil. Do manželství se narodily dvě děti, syn a dcera. Sympatizoval s pravoslavnými tendencemi v Československé církvi, což vyvrcholilo v roce 1924, kdy k pravoslaví přestoupil. Dne 22. listopadu 1924 jej arcibiskup Savvatij (Vrabec) v Praze vysvětil na pravoslavného kněze. V této církvi již Jaroslav Deutsch zakotvil natrvalo.
Jako pravoslavný kněz se vrátil na Moravu a působil postupně v církevních obcích ve Vilémově u Litovle a v Třebíči. Vypomáhal také v církevní obci Štěpánov u Olomouce nemocnému knězi Josefu Leixnerovi, kde později duchovní správu zcela převzal. Po zabití protektora Heydricha byl, v rámci nacistické likvidace pravoslavné církve, uvězněn v Olomouci. Dne 15. října 1942 byl pak odvezen na nucené práce do Altweistritz u Kladské Bystřice. Zde onemocněl oboustrannou kýlou a v závěru roku 1944 byl z nucených prací propuštěn. Záhy po propuštění se u něj rozvinula trombóza. Jeho ošetřující lékař jej pak ponechal ve stavu nemocných až do května 1945.
Dne 13. května 1945 odsloužil Jaroslav Deutsch v provizorně upraveném štěpánovském chrámu opět pravoslavnou bohoslužbu a následně obnovil normální život místní církevní obce. Záhy se zapojil do obnovy normálního fungování pravoslavné církve. V lednu 1947 si pak nechal úředně změnit příjmení na Čech.
V roce 1949 byla zřízena samostatná olomoucko-brněnská pravoslavná eparchie. Její první biskup, Čestmír Kráčmar, však již v roce 1953 ze zdravotních důvodů rezignoval. Jaroslav Čech byl poté zvolen dočasným správcem eparchie. V říjnu 1954 se novým biskupem stal Slovák Kliment Kelly a Jaroslav Čech zůstal jeho nejbližším spolupracovníkem (ve funkci zhruba obdobné úloze generálního vikáře v římskokatolické církvi). Vedle toho však zůstával nadále souběžně v běžné duchovní správě. V roce 1956 byl ze Štěpánova přeložen do Kroměříže, do blízkosti svého rodiště. Již po třech měsících svého zdejšího působení však zemřel. V posledních dnech o něj pečovala jeho dcera Jaroslava. Obřad posledního rozloučení byl vykonán brněnským duchovním správcem Karlem J. Rosákem a dalšími pěti duchovními v obřadní síni krematoria v Olomouci.